# Aureli Eubul
Aureli Eubul (en llatí: Aurelius Eubulus) era un ministre (τοὺς καθόλου λόγους ἐπιτετραμμένος) d'Elagàbal nascut a Emesa. Es va destacar per la seva rapacitat. Quan l'emperador va morir els soldats i el poble el van matar i el van trossejar, per l'odi que li tenien, l'any 222.